# 24-Stunden-Rennen von Le Mans 1923

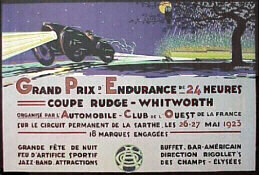
Plakat zum Rennen 1923

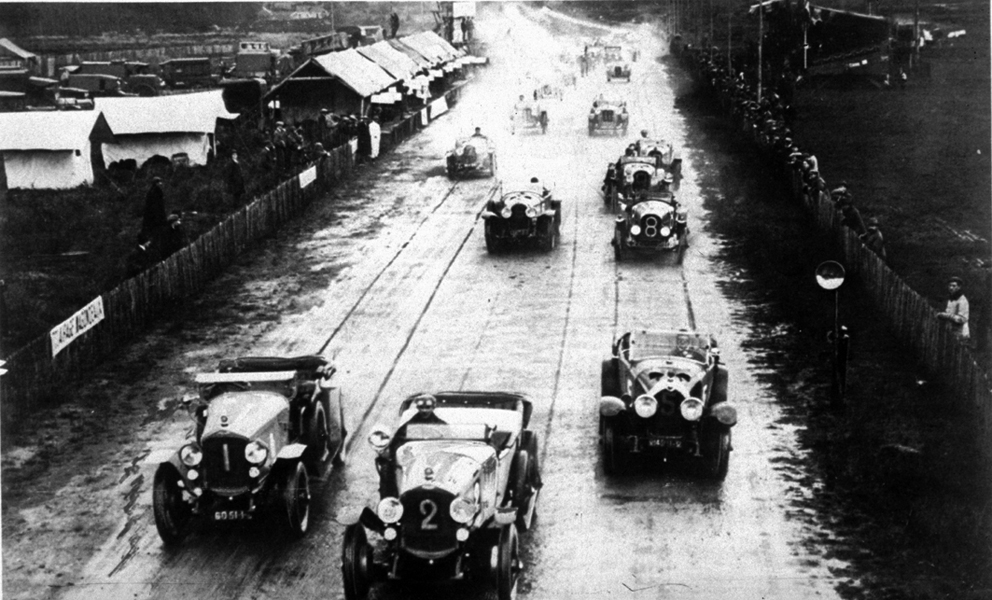
Rennstart; in der Mitte der Excelsior Albert 1er (#2) von Gonzaque Lécureul und Flaud; links die Teamkollegen André Dills und Nicolas Caerels (#1) und rechts der Lorraine-Dietrich von Robert Bloch und Stalter (#5)

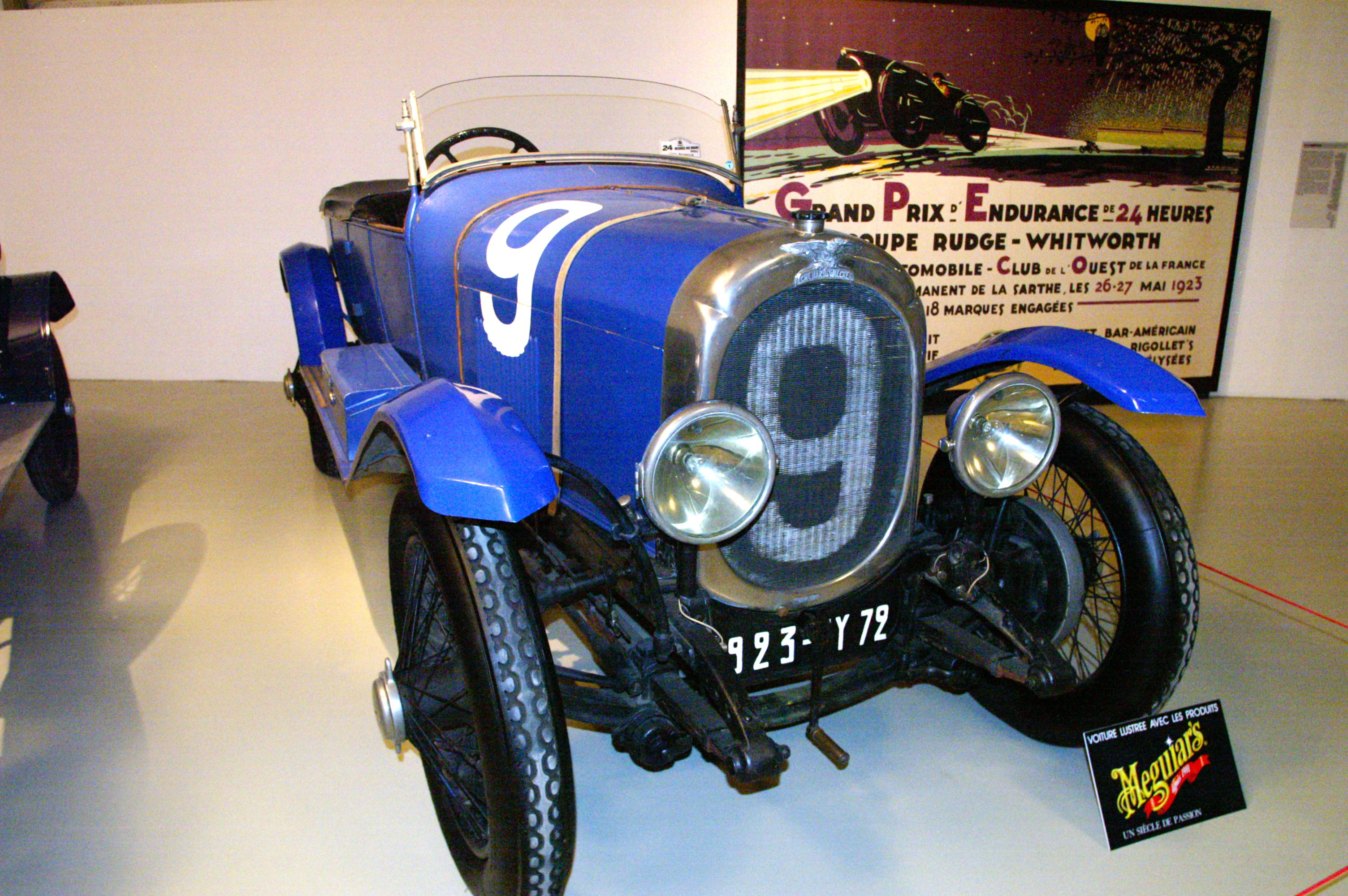
Der Chenard & Walcker Sport mit der Startnummer 9 ist der erste Siegerwagen der 24 Stunden von Le Mans, gefahren von André Lagache und René Léonard

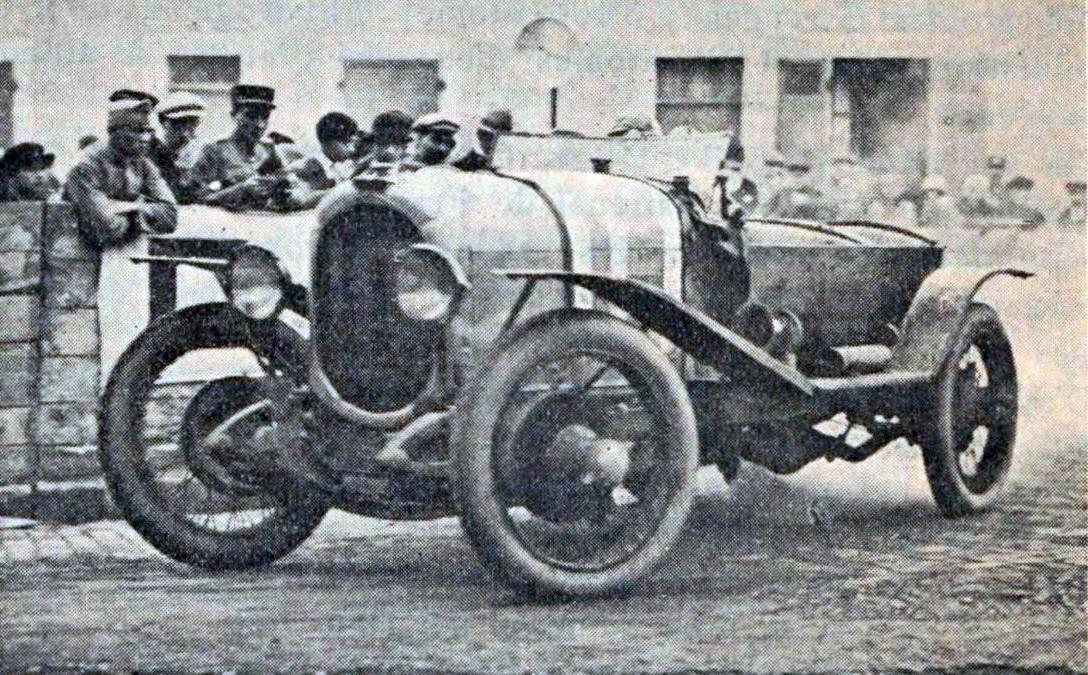
Der zweitplatzierte Chenard & Walcker Sport von Raoul Bachmann und Christian Dauvergne

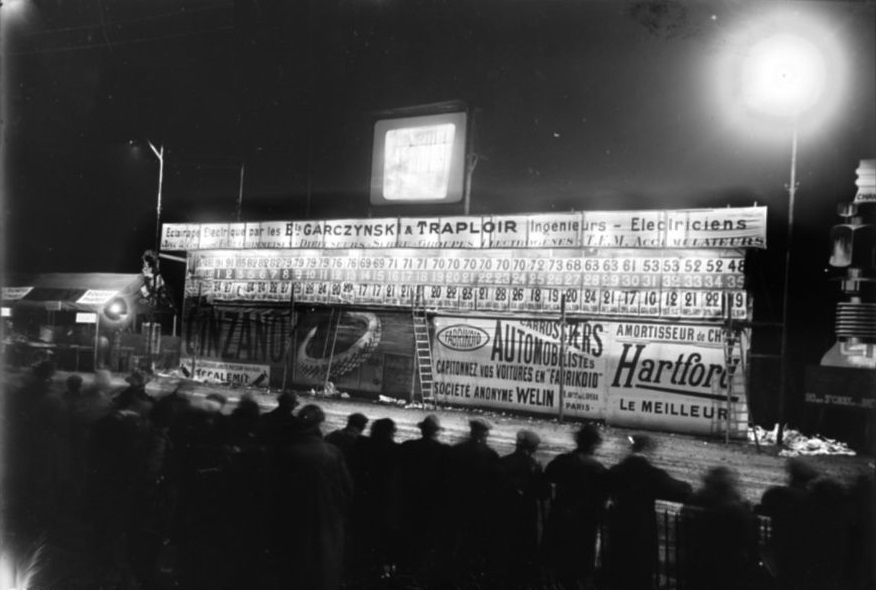
Die Anzeigetafel in der Nacht

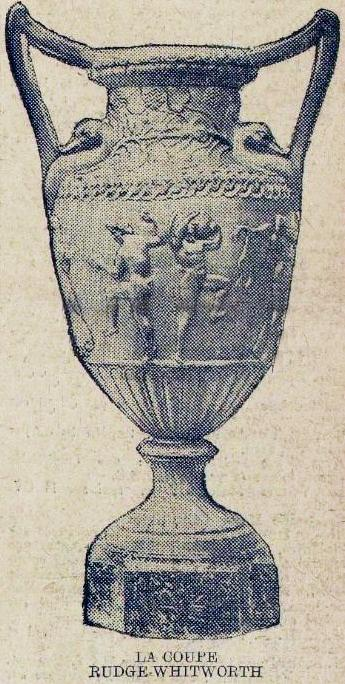
Rudge-Whitworth-Cup

Das erste 24-Stunden-Rennen von Le Mans, der 1er Grand Prix d’Endurance les 24 Heures du Mans, auch Premiéres Grand Prix d'Endurance les 24 Heures du Mans, Coupe Rudge-Whitworth, Circuit Permanenthe de la Sarthe, fand vom 26. bis 27. Mai 1923 auf dem Circuit des 24 Heures bei Le Mans statt.

## Vorgeschichte
Die Idee, ein Langstreckenrennen für Tourenwagen zu veranstalten, um die Leistungsfähigkeit ganz normaler Straßenwagen zu demonstrieren, hatte 1922 Georges Durand, der Sekretär des Automobile Club de l’Ouest. Im Oktober desselben Jahres sprach er beim Pariser Autosalon Charles Faroux, den Herausgeber der Fachzeitschrift La Vie Automobile, darauf an, der sofort begeistert war. Sie zogen Emile Coquille, den französischen Vertreter des Reifenherstellers Rudge-Whitworth, hinzu und diskutierten die Möglichkeiten. Die ursprüngliche Idee, ein Rennen so auszutragen, dass acht Stunden Fahrzeit in die Nacht hinein reichen sollten, wurde verworfen. Man einigte sich schließlich auf ein Rennen, das exakt 24 Stunden dauern sollte.
Durand und Faroux arbeiteten das Reglement aus, Coquille stiftete den Rudge-Whitworth-Cup, der auch als Triennale-Cup bezeichnet wurde, und 100.000 Francs Preisgeld. Die Fahrzeuge mussten Touren- bzw. Straßenfahrzeuge sein. Von jedem teilnehmenden Fahrzeug musste mindestens ein baugleiches auf einer Ausstellungsfläche präsentiert werden. Startberechtigt waren nur Wagenmodelle mit bis zum Rennstart 30 produzierten Stück. Außerdem mussten die Wagen in genau derselben Ausstattung an den Start gehen, wie sie ausgeliefert wurden. Wagen bis zu 1100 cm³ Hubraum mussten mindestens zwei Sitze haben, Wagen mit höherem Hubraum hatten vier Sitze aufzuweisen. Für jeden freien Sitz waren 60 kg als Ballast mitzuführen, um den Einsatz in Volllast zu simulieren.
Während des Rennens hatten die Wagen Mindestdistanzen zurückzulegen. Fahrzeuge mit weniger als 1100 cm³ Hubraum durften über die 24 Stunden nicht unter 800 km bleiben. Das steigerte sich bis zu den 6-Liter-Wagen, die nicht unter 1200 km bleiben durften. Alle sechs Stunden wurde die zurückgelegte Distanz überprüft, und zu langsame Wagen wurden aus dem Rennen genommen.

## Die Strecke
Das Département Sarthe war ein Herzstück in der Geschichte des französischen und des internationalen Motorsports, mit der Präfektur Le Mans in der Mitte. Auf einem 103,18 km langen Dreieckskurs rund um Le Mans fand im Juli 1906 der erste Große Preis von Frankreich statt. Nach einer Fahrzeit von über 12 Stunden gewann Ferenc Szisz auf einem Renault Type AK. Der Circuit de la Sarthe ging auf den Großen Preis von Frankreich 1921 zurück. Für den XV Grand Prix de l’Automobile Club de France, den Jimmy Murphy im Duesenberg gewann, wurde der Grundstein für das Bahnkonzept des 24-Stunden-Rennens von Le Mans gelegt, das heute noch Gültigkeit hat: Den Großteil des Rennens auf öffentlichen Straße auszutragen. Die Strecke verband 1923 die Orte Le Mans, Mulsanne im Süden und Arnage im Südwesten miteinander und hatte eine Länge von 17,262 Kilometern. Die Strecke führte von der damaligen Boxenanlage in der Rue de Laigné direkt in die Innenstadt von Le Mans und verließ nach einer engen Rechtskurve in der Nähe der Brücke Pontlieu über eine lange Gerade wieder die Stadt in Richtung Mulsanne. Die Strecke war stellenweise sehr eng, einschließlich der Landstraßen von Mulsanne nach Arnage und von der Startlinie bis zur Haarnadelkurve in Pontlieu.
Die Boxenanlage bestand größtenteils aus Holztischen, die mit Regenplanen überspannt waren und hinter denen die Fahrzeuge abgestellt wurden. Gegenüber der Box wurden ein Rennkontrollturm und zwei 44 Meter lange Holztribünen gebaut. Eine Fußgängerbrücke aus Stahl überspannte die Start- und Ziellinie. Für den Komfort und die Unterhaltung der Zuschauer während der Veranstaltung wurden hinter den Tribünen Cafés und eine Tanzfläche für eine Jazzband eingerichtet. Es gab auch einen Bereich, in dem Menschen mit Radios klassische Musik vom Eiffelturm in Paris empfangen konnten. Generatoren versorgten das Beschallungssystem und die Beleuchtung im Zuschauerbereich mit Strom, und eine lange Anzeigetafel wurde manuell gewartet, auf der die Positionen und Runden der Autos, sowie die Zielentfernung angegeben waren.
Obwohl der größte Teil der Strecke vor den Zuschauern eingezäunt war, waren die Straßen nicht teerversiegelt. Vor dem Rennen wurden Straßenbauingenieure eingesetzt, um eine vorübergehende Mischung aus Kies und Teer auf die Straßenoberfläche aufzutragen. An den engen Ecken von Pontlieu, Mulsanne und Arnage wurden Acetylen-Flutlichter der Armee aufgestellt.

## Die Teilnehmer
Das erste 24-Stunden-Rennen wurde im Mai ausgefahren, eine im Nachhinein falsche Entscheidung, gilt doch der Mai in dieser Region als besonders wetterinstabil. Es regnete fast das gesamte Wochenende. Hinzu kam starker Wind, der das Fahren auf den unbefestigten öffentlichen Straßen besonders erschwerte. Da die Boxen nur aus Zelten bestanden, herrschten auch dort bald schlimme Zustände.
33 Wagen waren am Start, als am 26. Mai um 16 Uhr das Rennen gestartet wurde. Nur drei Mannschaften kamen nicht aus Frankreich. Das größte Team stellte Rolland-Pilain, das vier Automobile vorstellte. Das innovative Unternehmen aus Tours bestand seit 1905. Émile Pilain hatte Patente für ein hydraulisches Bremssystem und einen Hülsenventilmotor angemeldet. Alle vier Fahrzeuge waren unterschiedlich. Gemeldet wurde ein B22 mit offener Torpedo-Karosserie und eine R-Berline-Limousine. Beide hatten Schubstangenmotoren und hydraulische Vorderradbremsen, sowie Dunlop-Reifen. Die kleineren RP-Modelle (Torpédo- und Berline-Varianten) hatten 1,9-Liter-Seitenventilmotoren, Kabelbremsen am Heck und waren Michelin bereift.
Die Fahrzeuge mit dem größten Hubraum waren die 5,3-Liter-Albert 1er des 1903 gegründeten belgischen Luxuswagenherstellers Automobiles Excelsior. Exelsior war der Lieferant der belgischen Königsfamilie und konnte bereits Erfolge im Motorsport vorweisen. Der Albert 1er von 1922 hatte einen Reihensechszylinder mit 130 PS und konnte 145 km/h erreichen, sein hohes Gewicht behinderte jedoch seine Beschleunigungsrate. Zwei der Werksfahrer, die Belgier Nicolas Caerels und André Dills, waren erfahrene Rennmechaniker. Delage war ein französisches Automobilunternehmen mit einer erfolgreichen Motorsportgeschichte. Der in Le Mans gefahrene Type DE war ein einmaliges Einzelstück des aktuellen Serienmodells, dessen Motor so modifiziert war, dass er einen Zylinderkopf mit Überkopfventil tragen konnte. Gesteuert wurde der Wagen von den Werksfahrern Charles Belben und Paul Torchy.
1923 war Bugatti noch ein kleines Unternehmen in Molsheim, das nach dem Ende des Ersten Weltkriegs zu Frankreich gehörte. Die beiden gemeldeten 2-sitzigen Bugatti Brescia 16S befanden sich in Privatbesitz und wurden für das Rennen vom Werk angemietet. Die Wagen waren für den kleinen 1,5-Liter-4-Zylinder-Reihenmotor fiel zu schwer, da für den erforderlichen Passagierballast für ein 4-sitziges Auto 180 kg zugeladen werden mussten.
Lorraine-Dietrich wurde 1884 als Lokomotivenhersteller gegründet und begann schon 1896 mit dem Automobilbau. Der B.3.6 erschien 1922 mit einem Reihensechszylinder-Motor und einem 3-Gang-Getriebe. Drei Karosserievarianten wurden unter Rennleiter Maurice Leroux nach Le Mans geschickt. Chenard & Walcker war 1923 ein großes Pariser Automobilunternehmen, das 1899 gegründet wurde und einer der größten Taxilieferanten der Stadt war. Nach Le Mans kam das Werksteam mit drei Fahrzeugen, die alle von F.A.R., dem Unternehmen des Testfahrers André Lagache, karossiert wurden.
Der einzige britische Starter war ein privater Bentley, der von Mechanikern des Werks unterstützt wurde. Der Wagen war ein 1919 gebauter Bentley 3 Litre Sport, den Firmengründer Walter Owen Bentley privat gefahren hatte. Später wurde der Wagen an den kanadischen Rennfahrer John Duff verkauft, der auch Londoner Repräsentant von Bentley war. Die Meldung von John Duff für das Rennen, war die erste in der Geschichte des 24-Stunden-Rennens. Walter Bentley unterstützte den Einsatz mit dem Werksfahrer Frank Clement, zwei Mechanikern und Ersatzteilen. Clement fuhr den Wagen, beladen mit den Mechanikern und dem Werkzeug, auf öffentlichen Straßen nach Le Mans. Der schwere Wagen hatte nur hintere Trommelbremsen und kein Reserverad. Reifenentwickler Frederick Lionel Rapson hatte extra langlebige Reifen gefertigt, die Duff und Clement bewogen auf das schwere Ersatzrad zu verzichten.
Das einfachste Auto am Start war der Montier Spezial, den der Pariser Ford-Händler Charles Montier mit seinem Schwager Albert Ouriou fuhr. Der Wagen war ein modifizierter Ford T, bei dem Montier zwei Rücksitze über der Hinterachse montierte, um die Vorgaben des Reglements zu erfüllen. Auf eine erfolgreiche Motorsportgeschichte konnte die Geschäftsführung von Automobiles Brasier zurückblicken. Die letzten beiden Rennen des Gordon-Bennett-Cup, 1904 in Bad Homburg und 1905 in Clermont-Ferrand, hatte Léon Théry auf einem Richard-Brasier gewonnen. In Le Mans wurden die TB-Modelle, mit 2,1-Liter-Vierzylinder-Motor und 4-Gang-Getriebe, vorgestellt. Im Gegensatz zu Barrier hatte Marius Berliet mit seinen Fahrzeugen wenig Rennerfahrung und sah in Le Mans eine gute Gelegenheit, das Profil seines Unternehmens zu verbessern. Seine Fabrik in Lyon hatte während des Krieges eine große Anzahl von Lastwagen hergestellt. Zwei der neuen VH-Modelle befanden sich in Le Mans mit 2,7-Liter-Motoren, 4-Gang-Getrieben und Rudge-Speichenrädern.
1918 hatte der Ingenieur Jacques Bignan in Courbevoie bei Paris mit der Produktion von Automobilen begonnen. Zwei der im Verkauf erfolgreichen 11HP-Fahrzeuge wurden vorgestellt, eines mit einem speziellen desmodromischen Ventilmotor, der vom französischen Rennfahrer Albert Guyot und Ingenieur Némorin Causan entwickelt wurde. Das komplexe Ventilsystem lieferte dem 2-Liter-Motor 75 PS anstelle von 70 PS und eine weitaus bessere Beschleunigungskurve. Der Wagen wurde von Paul Gros und Raymond de Tornaco gefahren.

## Das Rennen
Obwohl es das erste 24-Stunden-Rennen war, war es eines der am wenigsten spektakulären. Bald nach dem Start übernahmen zwei Chenard & Walcker und ein Bignan die Führung und fuhren in immer gleicher Reihenfolge bis zum Schluss. Es siegten André Lagache und René Léonard auf einem Chenard & Walcker Sport, vor ihren Markenkollegen Raoul Bachmann und Christian Dauvergne. Dritte wurden Paul Gros und Raymond de Tornaco im Bignan 11HP Desmo Sport.
Der Bentley wurde von einer Vielzahl an Problemen heimgesucht. Der Wagen hatte nur Hinterbremsen, was bei dem schweren Fahrzeug und den schlechten Straßen für die Fahrer eine beständige Herausforderung war. Durch einen aufgewirbelten Stein wurde ein Vorderlicht zerstört. Ein weiterer Stein beschädigte den Treibstofftank, was eine zweistündige Reparaturzeit zur Folge hatte. Am Ende reichte es noch für den vierten Gesamtrang.

## Frank Clement und das Fahrrad
Als am Sonntagvormittag der Treibstofftank des Clement/Duff-Bentley durchschlagen wurde, lief so lange Benzin aus, bis der am Steuer sitzende John Duff drei Kilometer vor Start-und-Ziel stehen bleiben musste. Das Rennen schien für den Bentley-Piloten zu Ende zu sein. Der Kanadier lief jedoch zum nächsten erreichbaren Fernsprecher und rief in der Box an, man solle ihm Hilfe zukommen lassen. Frank Clement ließ bei der Rennleitung anfragen, ob dies möglich sei. Nachdem seine Anfrage positiv beantwortet wurde, borgte sich der Franzose ein Fahrrad, fixierte darauf zwei Kanister Benzin und radelte zum gestrandeten Fahrzeug. Die zwei Kanister Benzin reichten trotz Leck aus, um den Wagen wieder an die Box zu bringen. Clement saß bei der Rückfahrt auf dem Beifahrersitz, das Fahrrad lag auf dem Rücksitz. Nach der Reparatur konnte das Team, jetzt mit Clement am Steuer, das Rennen wieder aufnehmen.

## Rudge-Whitworth-Cup
Genauso bedeutend wie der Gesamtsieg war 1923 der Erfolg im ersten Lauf des Rudge-Whitworth-Cup. Dieser Cup wurde installiert um ein Verhältnis zwischen den unterschiedlichen Motorleistungen der Teilnehmer herzustellen und für die Rennen 1923, 1924 und 1925 ausgeschrieben. Dafür wurde im Vorfeld eine Mindestrundenanzahl für jedes gemeldete Fahrzeug festgelegt. Diese Rundenzahl wurde mit dem Koeffizient 100 versehen. Fuhr ein Team im Rennen mehr Runden als vorab festgelegt, stieg diese Koeffizient durch die Mehrrunden. Für die späteren Sieger Lucien Desvaux und Georges Casse, die mit einem Salmson mit 1,1-Liter-4-Zylinder-Reihenmotor an den Start gingen, waren 52 Runden die Mindestzahl. Die beiden Fahrer legten im Rennen dann 98 Runden zurück und erreichten einen Siegkoeffizienten von 188,5 %.

## Ergebnisse

### Piloten nach Nationen
| 60 Franzosen | 3 Belgier | 1 Brite | 1 Kanadier | 1 Schweizer |

### Schlussklassement
| Pos.        | Klasse | Nr. | Team                                          | Fahrer                                         | Chassis                    | Motor                     | Reifen | Runden |
| ----------- | ------ | --- | --------------------------------------------- | ---------------------------------------------- | -------------------------- | ------------------------- | ------ | ------ |
| 1           | 3.0    | 9   | Chenard & Walcker SA                          | André Lagache René Léonard                     | Chenard & Walcker Sport    | Chenard & Walcker 3.0L I4 | M      | 128    |
| 2           | 3.0    | 10  | Chenard & Walcker SA                          | Raoul Bachmann Christian Dauvergne             | Chenard & Walcker Sport    | Chenard & Walcker 3.0L I4 | M      | 124    |
| 3           | 2.0    | 23  | Automobiles Bignan                            | Paul Gros Raymond de Tornaco                   | Bignan 11HP Desmo Sport    | Bignan 2.0L I4            | E      | 120    |
| 4           | 3.0    | 8   | Capt. J.F. Duff                               | Capt. John F. Duff Frank Clement               | Bentley 3 Litre Sport      | Bentley 3.0L I4           | RT     | 112    |
| 5           | 2.0    | 24  | Automibiles Bignan                            | Philippe de Marne Jean Martin                  | Bignan 11HP Commercial     | Bignan 2.0L I4            | E      | 112    |
| 6           | 8.0    | 1   | Compagnie Nationale Excelsior                 | André Dills Nicolas Caerels                    | Excelsior Albert 1er       | Excelsior 5.3L I6         | E      | 112    |
| 7           | 3.0    | 11  | Chenard & Walcker SA                          | Fernand Bachmann Raymond Glaszmann             | Chenard & Walcker Tourisme | Chenard & Walcker 3.0L I4 | M      | 110    |
| 8           | 5.0    | 7   | Société Lorraine De Dietrich et Cie           | Gérard de Courcelles André Rossignol           | Lorraine-Dietrich B.3.6    | Lorraine-Dietrich 3.4L I6 | E      | 108    |
| 9           | 8.0    | 2   | Compagnie Nationale Excelsior                 | Gonzaque Lécureul Eugène Flaud                 | Excelsior Albert 1er       | Excelsior 5.3L I6         | E      | 106    |
| 10          | 1.5    | 28  | Automobiles Bugatti                           | Max de Pourtalès Sosthènes de la Rochefoucauld | Bugatti Brescia 16S        | Bugatti 1.5L I4           | E      | 104    |
| 11          | 3.0    | 17  | Automobiles Brasier                           | René Migeot Eugène Verpault                    | Brasier TC4                | Brasier 2.1L I4           | D      | 99     |
| 12          | 1.1    | 34  | Société des Moteurs Salmson                   | Lucien Desvaux Georges Casse                   | Salmson VAL3               | Salmson 1.1L I4           | E      | 98     |
| 13          | 3.0    | 16  | Automobiles Delage SA                         | Charles Belben Paul Torchy                     | Delage DE 11HP             | Delage 2.1L I4            | M      | 98     |
| 14          | 3.0    | 19  | Établissements Charles Montier et Cie         | Charles Montier Albert Ouriou                  | Montier Special            | Ford 2.0L I4              | M      | 97     |
| 15          | 1.1    | 33  | Société des Moteurs Salmson                   | Maurice Benoist Luis Buenovinci                | Salmson VAL3               | Salmson 1.1L I4           | E      | 93     |
| 16          | 2.0    | 21  | Automobiles Georges Irat                      | Maurice Cappé Jean Douarinou                   | Georges Irat 4/A3          | Georges Irat 2.0L I       | E      | 93     |
| 17          | 3.0    | 14  | Rolland-Pilain                                | Jean de Marguenat Gaston Delalande             | Rolland-Pilain B22         | Rolland-Pilain 2.3L I4    | D      | 92     |
| 18          | 1.1    | 35  | Société Nouvelle pour l’Automobile Amilcar    | Maurice Boutmy Jérôme Marcadanti               | Amilcar Type CV            | Amilcar 1.0L I4           | E      | 89     |
| 19          | 5.0    | 5   | Société Lorraine De Dietrich et Cie           | Robert Bloch Henri Stalter                     | Lorraine-Dietrich B.3.6    | Lorraine-Dietrich 3.4L I6 | E      | 88     |
| 20          | 3.0    | 12  | Automobiles Marius Berliet                    | Edouard Probst Elie Redon                      | Berliet VH 12HP            | Berliet 2.6L I4           | M      | 88     |
| 21          | 3.0    | 15  | Rolland-Pilain                                | Louis Sire Georges Guignard                    | Rolland-Pilain R           | Rolland-Pilain 2.2L I4    | D      | 84     |
| 22          | 1.5    | 29  | Automobiles Bugatti                           | Louis Pichard René Marie                       | Bugatti Brescia 16S        | Bugatti 1.5L I4           | E      | 82     |
| 23          | 2.0    | 25  | Rolland-Pilain                                | Jean Pouzet Edmond Pichon                      | Rolland-Pilain RP          | Rolland-Pilain 1.9L I4    | M      | 80     |
| 24          | 2.0    | 24  | Rolland-Pilain                                | Jules Robin Gérard Marinier                    | Rolland-Pilain RP          | Rolland-Pilain 1.9L I4    | M      | 80     |
| 25          | 1.5    | 30  | Societe Française des Automobiles Corre       | Louis Balart Charles Drouin                    | Corre La Licorne V14 8CV   | S.C.A.P. 1.4L I4          | E      | 80     |
| 26          | 2.0    | 27  | Société des Anciens Ateliers Vinot-Deguingand | Léon Molon Lucien Molon                        | Vinot Deguingand BP 10HP   | Vinot Deguingand 1.8L I4  | M      | 77     |
| 27          | 3.0    | 18  | Automobiles Brasier                           | Pierre Maillon Léopold Jouguet                 | Brasier TB4                | Brasier 2.1L I4           | D      | 76     |
| 28          | 2.0    | 20  | Societe Française des Automobiles Corre       | Albert Colomb Waldemar Lestienne               | Corre La Licorne EV 12CV   | Corre 2.0L I4             | E      | 74     |
| 29          | 2.0    | 22  | Automobiles Georges Irat                      | André Milhaud Pierre Malleveau                 | Georges Irat 4/A3          | Georges Irat 2.0L I4      | E      | 73     |
| 30          | 1.1    | 32  | S.A.R.A.                                      | Lucien Erb Robert Battagliola                  | S.A.R.A. ATS               | S.A.R.A. 1.1L I4          | D      | 57     |
| Ausgefallen |        |     |                                               |                                                |                            |                           |        |        |
| 31          | 5.0    | 6   | Société Lorraine De Dietrich et Cie           | Henri Stoffel René Labouchère                  | Lorraine-Dietrich B.3.6    | Lorraine-Dietrich 3.4L I6 | E      | 50     |
| 32          | 3.0    | 13  | Automobiles Marius Berliet                    | Roland Jacquot Théodore Ribail                 | Berliet VH 12hp            | Berliet 2.6L I4           | M      | 44     |
| 33          | 1.1    | 31  | S.A.R.A.                                      | François Piazzoli André Marandet               | S.A.R.A. ATS               | S.A.R.A. 1.1L I4          | D      | 14     |

### Nur in der Meldeliste
Hier finden sich Teams, Fahrer und Fahrzeuge, die ursprünglich für das Rennen gemeldet waren, aber aus den unterschiedlichsten Gründen daran nicht teilnahmen.
| Pos. | Klasse | Nr. | Team               | Fahrer | Chassis | Motor | Reifen |
| ---- | ------ | --- | ------------------ | ------ | ------- | ----- | ------ |
| 34   |        | 3   | Automobiles Voisin |        |         |       |        |
| 35   |        | 4   | Automobiles Voisin |        |         |       |        |
| 36   |        |     | Bucciali           |        |         |       |        |
| 37   |        |     | Bucciali           |        |         |       |        |

### Rudge-Whitworth-Triennale-Cup
In dieser Tabelle werden die ersten Zehn des Cups erfasst.
| Pos. | Nr. | Fahrer                                         | Chassis                 | Rudenverhältnis   | Koeffizient | Platzierung im Gesamtklassement |
| ---- | --- | ---------------------------------------------- | ----------------------- | ----------------- | ----------- | ------------------------------- |
| 1    | 34  | Lucien Desvaux Georges Casse                   | Salmson VAL-3           | 52 – gefahren 98  | 188,5%      | Rang 12                         |
| 2    | 35  | Maurice Boutmy Jérôme Marcadanti               | Amilcar Type CV         | 48 – gefahren 89  | 185,4%      | Rang 18                         |
| 3    | 33  | Maurice Benoist Luis Buenovinci                | Salmson VAL-3           | 52 – gefahren 93  | 178,8%      | Rang 15                         |
| 4    | 23  | Paul Gros Raymond de Tornaco                   | Bignan 11HP Desmo Sport | 70 – gefahren 120 | 171,4%      | Rang 3                          |
| 5    | 28  | Max de Pourtalès Sosthènes de la Rochefoucauld | Bugatti Brescia 16S     | 63 – gefahren 104 | 165,1%      | Rang 10                         |
| 6    | 9   | André Lagache René Léonard                     | Chenard & Walcker Sport | 79 – gefahren 128 | 162,0%      | Gesamtsieg                      |
| 7    | 24  | Philippe de Marne Jean Martin                  | Bignan 11HP Commercial  | 70 – gefahren 112 | 160,0%      | Rang 5                          |
| 8    | 10  | Raoul Bachmann Christian Dauvergne             | Chenard & Walcker Sport | 79 – gefahren 124 | 157,0%      | Rang 2                          |
| 9    | 8   | John Duff Frank Clement                        | Bentley 3 Litre Sport   | 79 – gefahren 112 | 141,8%      | Rang 4                          |
| 10   | 17  | René Migeot Eugène Verpault                    | Brasier TC4             | 71 – gefahren 99  | 139,4%      | Rang 11                         |

### Klassensieger
| Klasse                        | Fahrer               | Fahrer                        | Fahrzeug                | Platzierung im Gesamtklassement |
| ----------------------------- | -------------------- | ----------------------------- | ----------------------- | ------------------------------- |
| Rudge-Whitworth-Triennale-Cup | Lucien Desvaux       | Georges Casse                 | Salmson VAL-3           | Rang 12                         |
| 5001–8000 cm³                 | André Dills          | Nicolas Caerels               | Excelsior Albert 1er    | Rang 6                          |
| 3001–5000 cm³                 | Gérard de Courcelles | André Rossignol               | Lorraine-Dietrich B.3.6 | Rang 8                          |
| 2001–3000 cm³                 | André Lagache        | René Léonard                  | Chenard & Walcker Sport | Gesamtsieg                      |
| 1501–2000 cm³                 | Paul Gros            | Raymond de Tornaco            | Bignan 11HP Desmo Sport | Rang 3                          |
| 1101–1500 cm³                 | Max de Pourtealés    | Sosthènes de la Rochefoucauld | Bugatti Brescia 16S     | Rang 10                         |
| 750–1100 cm³                  | Lucien Desvaux       | Georges Casse                 | Salmson VAL3            | Rang 12                         |

### Renndaten
- Gemeldet: 37
- Gestartet: 33
- Gewertet: 30
- Rennklassen: 7
- Zuschauer: unbekannt
- Ehrenstarter des Rennens: Georges Durand, Sekretär des Automobile Club de l’Ouest
- Wetter am Rennwochenende: Regen und starker Wind
- Streckenlänge: 17,262 km
- Fahrzeit des Siegerteams: 24:00:00,000 Stunden
- Gesamtrunden des Siegerteams: 128
- Gesamtdistanz des Siegerteams: 2209,536 km
- Siegerschnitt: 92,064 km/h
- Pole Position: unbekannt
- Schnellste Rennrunde: Frank Clement – Bentley 3 Litre Sport (#8) – 9:39,000 = 107,328 km/h
- Rennserie: 1. Lauf zum Triennale-Cup